# Fuscoscypha acicularum
Fuscoscypha acicularum är en svampart som först beskrevs av Josef Velenovský, och fick sitt nu gällande namn av Svrcek 1987. Fuscoscypha acicularum ingår i släktet Fuscoscypha och familjen Hyaloscyphaceae.   Inga underarter finns listade i Catalogue of Life.